# Resolutie 2306 Veiligheidsraad Verenigde Naties
Resolutie 2306 van de Veiligheidsraad van de Verenigde Naties werd op 6 september 2016 unaniem aangenomen door de VN-Veiligheidsraad. De resolutie maakte het mogelijk om tijdelijk een rechter toe te voegen aan de kamer van beroep van het Joegoslavië-tribunaal als er door omstandigheden een tekort was.

## Achtergrond
In 1980 overleed de Joegoslavische leider Tito, die decennialang de bindende kracht was geweest tussen de zes deelstaten van het land. Na zijn dood kende het nationalisme een sterke opmars en in 1991 verklaarde Bosnië en Herzegovina zich onafhankelijk. De Servische minderheid in het land kwam hiertegen in opstand en begon een burgeroorlog, waarbij ze probeerden de Bosnische volkeren te scheiden. Tijdens die oorlog vonden massamoorden plaats waarbij tienduizenden mensen omkwamen. In 1993 werd het Joegoslavië-tribunaal opgericht, dat de oorlogsmisdaden die hadden plaatsgevonden moest berechten.

## Inhoud
Via secretaris-generaal Ban Ki-moon had de voorzitter van het Joegoslavië-tribunaal (ICTY),  Carmel Agius, verzocht om toestemming dat een bijkomende rechter werd toegewezen aan de kamer van beroep van het tribunaal. Vier van de zeven permanente rechters van het tribunaal waren toegewezen aan de kamer van beroep, en drie aan het proces tegen Ratko Mladić. De statuten schreven voor dat vijf rechters moesten worden toegewezen aan elke beroepsprocedure. Ingeval zo'n procedure zou volgen uit het proces-Mladić, kwam men één rechter tekort. De drie overige rechters waren immers al aan het proces-Mladić toegewezen, en konden daardoor niet zetelen in een beroepsprocedure in dezelfde zaak. Agius stelde daarom voor om rechter Burton Hall, een voormalig permanent rechter bij het ICTY en thans bij het Internationaal Restmechanisme voor Straftribunalen, tijdelijk toe te voegen aan de kamer van beroep van het ICTY voor eventuele beroepsprocedures van het Mladić-proces.
De overgangsregelingen in verband met het Internationaal Restmechanisme voor Straftribunalen gestipuleerd in resolutie 1966 stonden toe dat een rechter tegelijkertijd in het mechanisme als een tribunaal zetelde. Derhalve werd een artikel toegevoegd aan de statuten van het ICTY, dat de secretaris-generaal toestond om – ingeval er geen permanente rechter beschikbaar was – tijdelijk een voormalig rechter van het Joegoslavië- of het Rwanda-tribunaal toe te wijzen aan de kamer van beroep van het tribunaal.
Lijst ·  2260 ·  2261 ·  2262 ·  2263 ·  2264 ·  2265 ·  2266 ·  2267 ·  2268 ·  2269 ·  2270 ·  2271 ·  2272 ·  2273 ·  2274 ·  2275 ·  2276 ·  2277 ·  2278 ·  2279 ·  2280 ·  2281 ·  2282 ·  2283 ·  2284 ·  2285 ·  2286 ·  2287 ·  2288 ·  2289 ·  2290 ·  2291 ·  2292 ·  2293 ·  2294 ·  2295 ·  2296 ·  2297 ·  2298 ·  2299 ·  2300 ·  2301 ·  2302 ·  2303 ·  2304 ·  2305 ·  2306 ·  2307 ·  2308 ·  2309 ·  2310 ·  2311 ·  2312 ·  2313 ·  2314 ·  2315 ·  2316 ·  2317 ·  2318 ·  2319 ·  2320 ·  2321 ·  2322 ·  2323 ·  2324 ·  2325 ·  2326 ·  2327 ·  2328 ·  2329 ·  2330 ·  2331 ·  2332 ·  2333 ·  2334 ·  2335 ·  2336